# Niphona longesignata
Niphona longesignata là một loài bọ cánh cứng trong họ Cerambycidae.